# Sven Havsteen-Mikkelsen
Sven Havsteen-Mikkelsen (Buenos Aires, 16 de septiembre de 1912-Ærøskøbing, 14 de febrero de 1999) fue un pintor argentino-danés quien es recordado por sus viejos retratos de paisajes nórdicos, sus decoraciones de iglesias y sus grabados en madera.

## Biografía
Havsteen-Mikkelsen nació el 16 de septiembre de 1912 en Buenos Aires. Después de que sus padres, Johan Theodor Havsteen (un ingeniero noruego de ascendencia islandesa y feroesa), y la danesa Ella Holm-Jensen, se divorciaran, Havsteen-Mikkelsen fue criado por el explorador polar Ejnar Mikkelsen. Estudió arte de Olivian Holm Møller (1929), Fritz Syberg (1929-1932), P. Rostrup Bøyesen (1932-1933) y Oluf Høst (1932-1933). Él también pasó períodos cortos en la Academia Noruega de acuerdo con Per Krohg (1933-1934) y en la Academia Danesa bajo Elof Risebye (1942-1943).